# Alicia McCormack

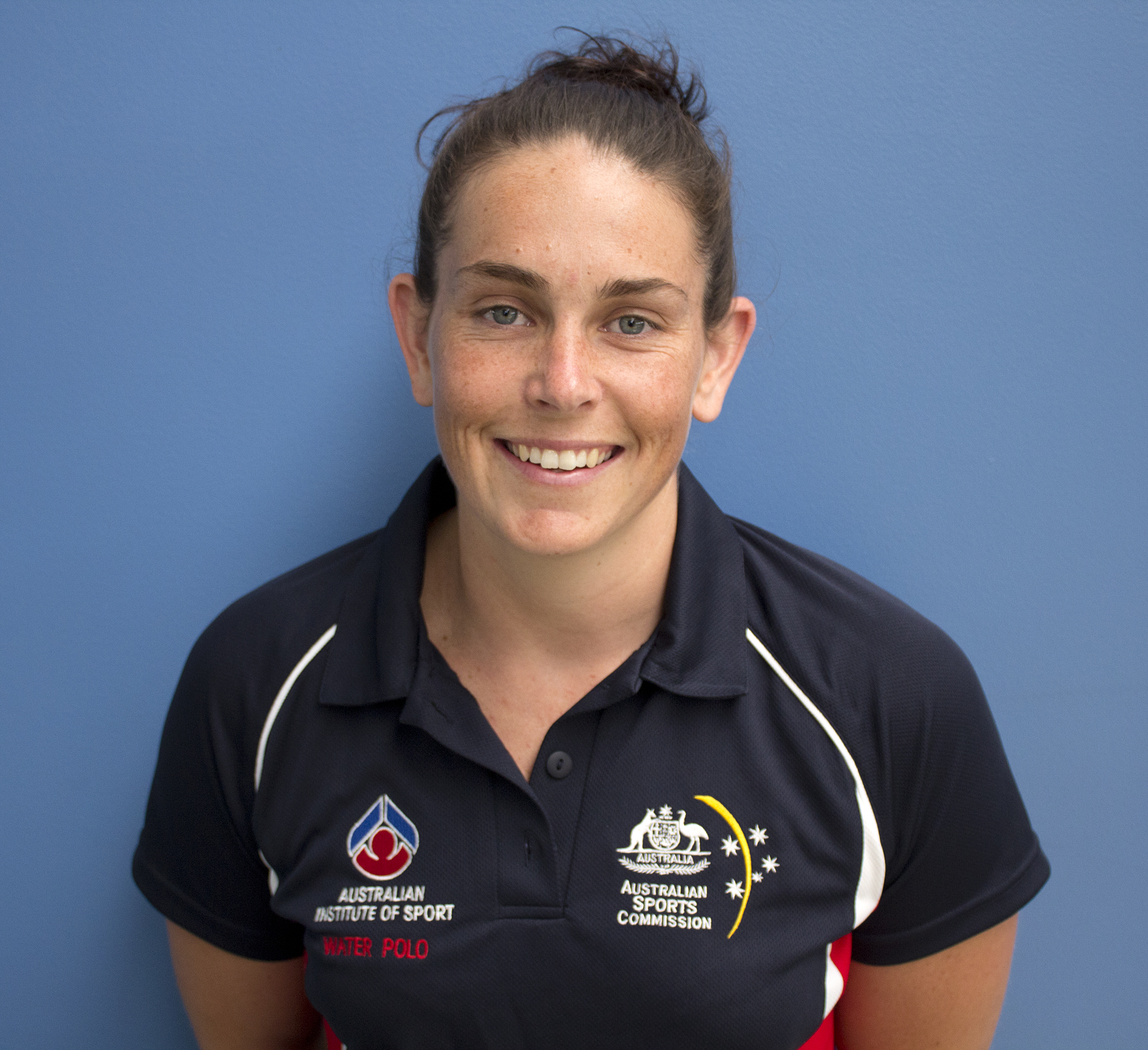
Alicia McCormack (2012)

Alicia McCormack (* 7. Juni 1983 in Sydney) ist eine ehemalige australische Wasserballspielerin. Sie war Weltmeisterschaftszweite 2007 sowie Olympiadritte 2008 und 2012.

## Sportliche Karriere
Die 1,67 m große Alicia McCormack spielte beim Cronulla Sutherland Water Polo Club. 
2005 belegte Alicia McCormack mit der australischen Mannschaft den sechsten Platz bei der Weltmeisterschaft in Montreal. Zwei Jahre später waren Emma Knox und Alicia McCormack die Torhüterinnen bei der Weltmeisterschaft 2007 in Melbourne. Die Australierinnen gewannen ihre Vorrundengruppe und besiegten im Viertelfinale die Italienerinnen mit 12:8. Mit einem 12:9 gegen die Russinnen im Halbfinale erreichten die Australierinnen das Finale und unterlagen dann dem US-Team mit 5:6. 2008 bei den Olympischen Spielen in Peking belegten die Australierinnen in der Vorrunde den zweiten Platz hinter den Ungarinnen und vor den Niederländerinnen. Die Australierinnen erreichten das Halbfinale mit einem 12:11-Sieg über die Chinesinnen. Nach der 8:9-Niederlage gegen das US-Team im Halbfinale trafen die Australierinnen im Spiel um Bronze auf die Ungarinnen und gewannen mit 12:11.
Ab 2009 wechselten sich Alicia McCormack und Victoria Brown im Tor der Australierinnen ab. Die Australierinnen wurden Sechste bei der Weltmeisterschaft 2009. Zwei Jahre später erreichten die Australierinnen den fünften Platz bei der Weltmeisterschaft 2011. Beim olympischen Wasserballturnier 2012 in London gewannen die Australierinnen ihre Vorrundengruppe vor den Russinnen und den Italienerinnen. Im Viertelfinale besiegten sie die Chinesinnen im Penaltyschießen, nachdem das Spiel nach der Verlängerung 16:16 gestanden hatte. Nachdem die Australierinnen im Halbfinale nach Verlängerung 9:11 gegen das US-Team verloren hatten, mussten sie auch im Spiel um Bronze in die Nachspielzeit. Diesmal gewannen sie mit 13:11 gegen die Ungarinnen. McCormack wehrte im Spiel gegen die Ungarinnen 8 der 19 Torwurfversuche ab.